# Justin Bischoff
Justin Bischoff, né le  24 mai 1845 et mort le 16 avril 1927, est un musicien, compositeur, altiste, pianiste et enseignant vaudois.

## Biographie
Le compositeur Justin Bischoff-Ghilionna est l'aîné des cinq enfants d'Henri Bischoff, pharmacien, professeur de chimie et l'un des fondateurs de l'École d'ingénieurs de Lausanne, et d'Adèle Naef, fille de Samuel Naef, le fondateur du lycée de peinture de Lausanne. Sa famille, de religion protestante, est originaire de Saxe. Son frère Théophile embrasse une carrière de peintre. Il part en 1866 étudier les mathématiques à Stuttgart, mais y découvre le Conservatoire. Il revient en Suisse en 1872 et s’installe à Aigle, où il enseigne la musique. Il compte, parmi ses élèves, les compositeurs Gustave Doret et Edouard Combe.
En 1878, Justin Bischoff revient à Lausanne où il enseigne le piano, le violon, l'harmonie et la composition, tant en privé qu'à l'Institut de musique, futur Conservatoire, où il est professeur de piano de 1879 à 1911 et professeur de théorie-harmonie en 1879. Il joue également, en tant qu'altiste, dans l'Orchestre de Beau-Rivage. Compositeur prolifique, il écrit des pièces instrumentales et vocales. Gustave Doret louait sa "fermeté d'écriture contrapuntique peu commune". Inspiré à la fois par la Bible et par l'héroïsme patriotique, ce musicien que les témoins jugeaient "réservé", presque "monacal", "dédaigneux de la réclame, ignorant les compromissions et l'opportunisme, pourtant sensible comme nul autre", qui n'a "jamais sacrifié à la foule et au succès immédiat, ni connu la grande popularité", a laissé, entre autres, Le proscrit (1974) et Chansons lointaines (Lausanne, Foetisch Frères, s.d.) sur des poèmes de Juste Olivier, la cantate La Cathédrale de Lausanne (1876), sur des paroles du théologien Louis Durand, dédiée au Conseiller d'État Charles Boiceau, le Cantique du Jubilé (1987) composé pour le cinquantenaire de l'Église libre du canton de Vaud ou encore Voix de la montagne, À l'Helvétie, Serment du Grütli, Zofingue, Patrie vaudoise. À côté de ces œuvres destinées, en grande partie, aux chœurs, Justin Bischoff a laissé un certain nombre de morceaux, dont beaucoup restent encore manuscrits, parmi lesquels figurent une Ouverture symphonique, une Légende, une Suite, un Entr'acte, trois Danses rustiques et un Prélude pour orchestre, un Quintette pour cordes, des Mélodies pour voix et piano, des pièces pour le piano, une Messe en la mineur qui, lors de sa création en 1891, remporta un beau succès, ainsi que la célèbre mélodie La Fileuse, chantée dans la pièce Davel de Virgile Rossel.
Justin Bischoff épouse en 1870 Mariette Ghilionna, dont il a quatre enfants.
Le fonds d'archives de Justin Bischoff se trouve aux Archives littéraires suisses à Berne.

## Sources
- « Justin Bischoff », sur la base de données des personnalités vaudoises sur la plateforme « Patrinum » de la Bibliothèque cantonale et universitaire de Lausanne.
- Scherrer, Antonin, Conservatoire de Lausanne 1861-2011 : 150 ans, Gollion, Infolio, 2011, p. 44-45
- "Justin Bischoff", La Patrie suisse, 1927, no 34, p. 385-386
- Bischoff-Ghilionna, Justin, Chansons lointaines pour chœur mixte et orchestre ou piano, paroles de Juste Olivier, Lausanne : Foetisch, [s.d.]
- Jaccottet, Georges, Le Conservatoire de musique de Lausanne : (1861-1986), Lausanne, Bibliothèque historique vaudoise, 1986, p. 154-155.